# Unione degli scrittori della RDT
L'Unione degli scrittori della RDT (in tedesco: Schriftstellerverband der DDR) fu un'associazione professionale che riuniva gli scrittori della Repubblica Democratica Tedesca.
Nacque nel 1950, come una sotto-sezione del Kulturbund, e inizialmente aveva il nome di Deutscher Schriftstellerverband, a sottolineare la sua volontà unificatrice.  Nel 1952 divenne un'entità indipendente e fu eletta come primo presidente Anna Seghers, che rimase in carica fino al 1978 e che diede all'associazione una patina di rispettabilità internazionale.
Dal 1953 iniziò le pubblicazioni il suo organo ufficiale, la rivista mensile Neue Deutsche Literatur. Nel 1978 Hermann Kant succedette alla Seghers nella carica di presidente, ma nel frattempo un numero crescente di polemiche e scandali, tra cui il caso internazionale riguardante Wolf Biermann e l'espulsione nel 1979 di nove scrittori per "attività sovversive" ne minarono progressivamente la credibilità e fecero sì che l'unione venisse boicottata da un numero crescente di scrittori. L'associazione fu definitivamente sciolta nell'ottobre 1990, all'indomani della riunificazione tedesca.